# Hydroxid kobaltnatý
Hydroxid kobaltnatý je anorganická sloučenina se vzorcem Co(OH)2, sestávající z dvojmocných kobaltnatých kationtů Co2+ a hydroxidových aniontů OH−. Čistá sloučenina, často nazývaná „beta forma“ (β-Co(OH)2), je růžově zabarvená pevná látka nerozpustná ve vodě.
Název se používá také pro příbuznou sloučeninu, často nazývanou „alfa“ nebo „modrá“ forma (α-Co(OH)2), která ve své molekulární struktuře obsahuje další anionty. Tato sloučenina je modrá a poměrně nestabilní.
Hydroxid kobaltnatý se nejčastěji používá jako sušicí činidlo pro barvy, fermež a inkousty, při přípravě jiných sloučenin kobaltu, jako katalyzátor a při výrobě bateriových elektrod.

## Příprava
Hydroxid kobaltnatý můžeme připravit srážením kobaltnatých solí alkalickými hydroxidy:
Co2+ + 2 NaOH → Co(OH)2 + 2 Na+
Sloučeninu lze také připravit reakcí dusičnanu kobaltnatého ve vodě s roztokem triethylaminu. Lze ji také připravit elektrolýzou roztoku dusičnanu kobaltnatého s platinovou katodou.

## Reakce
Hydroxid kobaltnatý se při 168 °C ve vakuu rozkládá na oxid kobaltnatý a oxiduje se vzduchem. Produktem tepelného rozkladu při teplotě nad 300 °C je Co3O4.
Stejně jako hydroxid železnatý je hydroxid kobaltnatý zásaditý hydroxid a reaguje s kyselinami za vzniku kobaltnatých solí. Reaguje také se silnými zásadami za vzniku roztoků [Co(OH)4]2− a [Co(OH)6]4−.

## Struktura
Čistá (β) forma hydroxidu kobaltnatého má krystalickou strukturu brucitu. Aniontové a kationtové uspořádání je tedy podobné jako u jodidu kademnatého.
Beta formu lze získat jako destičky s částečně hexagonální geometrií o šířce 100-300 nm a tloušťce 5-10 nm.

### Alfa forma
Takzvaná „alfa forma“ (α-Co(OH)2) není polymorfem čisté beta formy, ale spíše složitější sloučeninou, ve které mají hydroxid-kobalt-hydroxidové vrstvy zbytkový kladný náboj a střídají se s vrstvami jiných aniontů, jako jsou dusičnany, uhličitany, chloridy atd. Obvykle se získává jako modrá sraženina, když se k roztoku kobaltnaté soli přidá zásada, např. hydroxid sodný. Sraženina pomalu přechází do beta formy.

### Nanotrubice
Hydroxid kobaltnatý lze získat ve formě nanotrubiček, které mohou být zajímavé pro nanotechnologie a materiálové vědy.

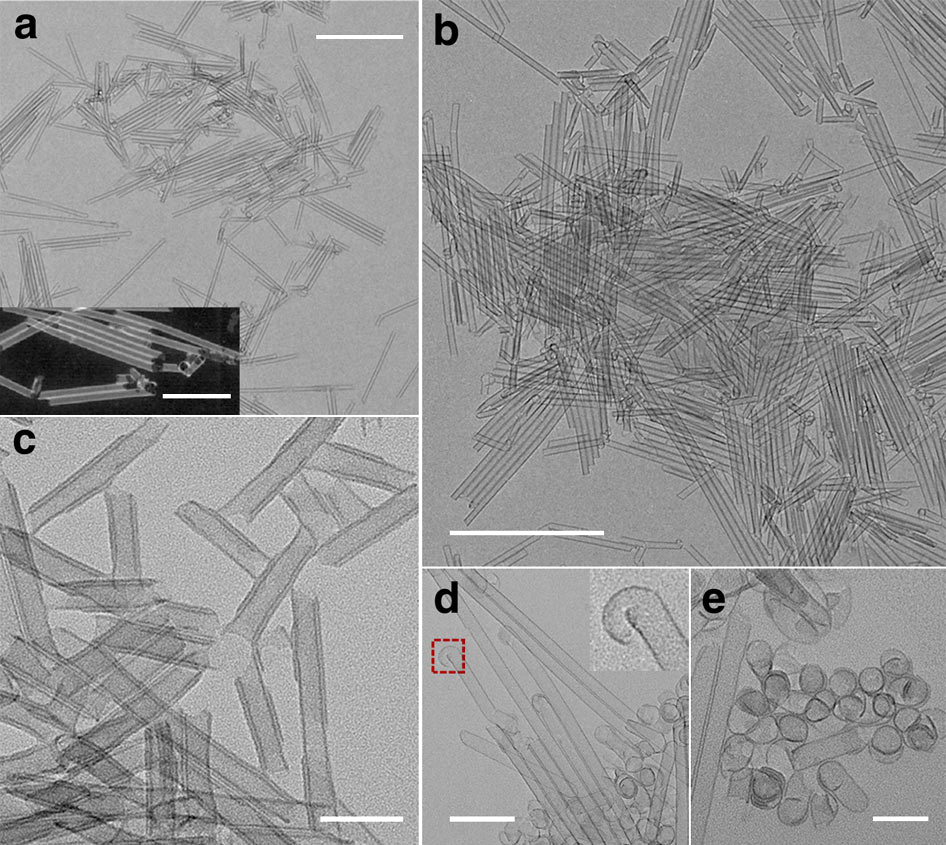
Pohled na trubičky